# جنینگز، شهرستان گرت، مریلند
جنینگز (به انگلیسی: Jennings) یک منطقهٔ مسکونی در ایالات متحده آمریکا است که در شهرستان گرت، مریلند واقع شده‌است. جنینگز ۰٫۸۷ کیلومتر مربع مساحت و ۱۱۳ نفر جمعیت دارد و ۶۷۰٫۵۷ متر بالاتر از سطح دریا واقع شده‌است.